# 杨吉贵
杨吉贵（1962年—），山东招远人，汉族，中华人民共和国政治人物、第十一届全国人民代表大会解放军代表丶中央軍委國防動員部民兵預備役局長、少将军衔。
毕业于中国人民解放军国防大学联合战役指挥专业，是中共党员。曾担任西藏军区某山地旅旅长、四川省軍區副司令員。2008年起担任全国人大代表。